# 不可分の線について
『不可分の線について』（希: Περὶ ἀτόμων γραμμῶν、羅: De Lineis Insecabilibus、英: On Indivisible Lines）とは、アリストテレス名義の自然学短篇著作の1つであり、『小品集』を構成する9篇の内の1つ。アリストテレスの作品ではなく、ペリパトス派（逍遙学派）の後輩たちの作品と見られている。

## 構成
以下の5節（段落）に分けることができる。
- (1) 不可分の単位が存在することの証明。
- (2) 筆者の答え。
- (3) 不可分線が存在するということには必然性が無い。
- (4) 不可分線を許す論が弱く、偽であることについての追加の論。
- (5) 線と点の関係。

## 日本語訳
- 『アリストテレス全集10』 岩波書店、1969年